# Lichinales
Lichinales Henssen & Büdel – rząd grzybów należący do klasy Licenomycetes.

## Systematyka
Pozycja w klasyfikacji według Index Fungorum
Lichinales, Incertae sedis, Lichinomycetes, Pezizomycotina, Ascomycota, Fungi.
Rodzaje
Według aktualizowanej klasyfikacji Index Fungorum bazującej na Dictionary of the Fungi do rzędu Lichinales należą rodziny:
- Gloeoheppiaceae Henssen 1995
- Heppiaceae Zahlbr. 1906
- Lichinaceae Nyl. 1854
- Peltulaceae Büdel 1986[2].